# TALKMAN
『TALKMAN』（トークマン）は、ソニー・コンピュータエンタテインメント (SCE) から2005年11月17日に発売された、PlayStation Portable (PSP) 専用の通訳ゲームソフトである。専用USBマイクが付属。
2006年5月25日には、イギリス英語（2005年11月17日発売版はアメリカ英語）、イタリア語、スペイン語、ドイツ語、フランス語、日本語の6か国語に対応した『TALKMAN EURO -トークマン ヨーロッパ言語版-』が発売。
2007年1月18日には、『TALKMAN式 しゃべリンガル英会話』が発売された。

## 概要
- トークモード

マイクに声をかけることによって、キャラクターが日本語、韓国・朝鮮語、中国語、英語に訳す機能。約3000の会話に対応し、話しかけるきっかけを作ってくれたり、音声を登録することもできる。ただし、方言には対応していない。
- ゲームモード

マイクに声をかけることによって、キャラクターが日本語、韓国・朝鮮語、中国語、英語の発音を:A.B.C.D.評価で採点する。また、自分の国の言語を練習することも可能。
- 単位変換

通貨、長さ、重さ、面積、体積、温度の各単位を他国の単位に変換できる。
- 緊急アラーム機能

旅行先などで緊急に助けが必要な場合←・↑・L・R・○・△のボタンを同時に押すとアラームが鳴る。
- 一口画面

ロード中に一言書いてある